# جون أريكسون (ممثل)
جون أريكسون (بالسويدية: John Axel Eriksson)‏ هو ممثل سويدي، ولد في 5 يناير 1978 في السويد.

## وصلات خارجية
- جون أريكسون على موقع IMDb (الإنجليزية)
- جون أريكسون على موقع قاعدة بيانات الأفلام السويدية (السويدية)